# Saroba ceylonica
Saroba ceylonica là một loài bướm đêm trong họ Noctuidae.